# Kacepit
Kacepit is een bestuurslaag in het regentschap Temanggung van de provincie Midden-Java, Indonesië. Kacepit telt 1098 inwoners (volkstelling 2010).